# پیکربندی ملخ‌پسین

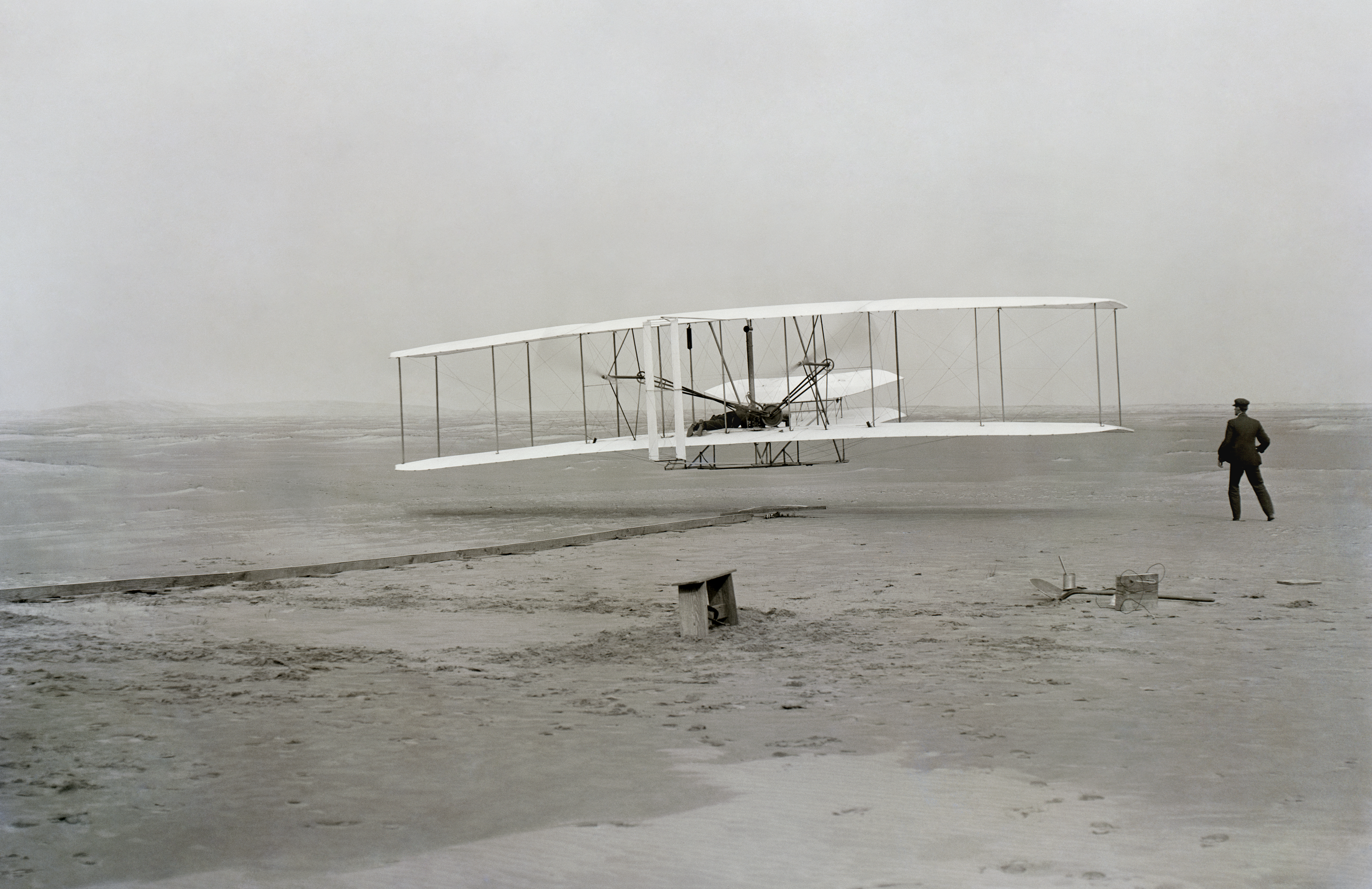
پرنده رایت که در سال ۱۹۰۳ طراحی شد از نوع ملخ‌پسین بود.

ملخی که در پشت موتور و در انتهای بدنه یا بال قرار دارد و هواپیما را با فشار به پیش می‌راند، ملخِ پسین نامیده می‌شود. و به همین منوال، هواپیمایی که ملخ آن از نوع فشاری است هم هواپیمای ملخ‌پسین نامیده می‌شود.
پیکربندی ملخ‌پسین (انگلیسی: Pusher configuration) یک پیکربندی در طراحی هواپیما است که در آن موتور و ملخ در پشت هواپیما و در انتهای دم قرار می‌گیرند. این پیکربندی برعکس پیکربندی متداول «ملخ‌جلو» است که در آن موتور و ملخ در جلوی هواپیما قرار دارند.
مزیت اصلی پیکربندی ملخ‌پسین این است که جریان هوای بدون مانع به بال‌ها و سایر سطوح کنترل می‌رسد که می‌تواند منجر به بهبود عملکرد آیرودینامیکی شود. همچنین، این پیکربندی می‌تواند دید بهتری برای خلبان فراهم کند، زیرا موتور و ملخ در جلوی دید او قرار ندارند.
با این حال، پیکربندی ملخ‌پسین دارای معایبی نیز هست. یکی از این معایب این است که می‌تواند باعث ایجاد مشکلاتی در پایداری و کنترل هواپیما شود، زیرا مرکز ثقل هواپیما به سمت عقب تغییر می‌کند. همچنین، این پیکربندی می‌تواند باعث افزایش صدا و لرزش در کابین خلبان شود، زیرا موتور و ملخ به آن نزدیک‌تر هستند.
با وجود این معایب، پیکربندی ملخ‌پسین در برخی از هواپیماهای خاص، از جمله هواپیماهای سبک و هواپیماهای بدون سرنشین، محبوبیت دارد. این پیکربندی همچنین در برخی از هواپیماهای نظامی، مانند هواپیماهای تهاجمی A-10 Thunderbolt II و هواپیماهای ترابری C-130 Hercules، استفاده می‌شود.